# Glenburnie-Birchy Head-Shoal Brook
Glenburnie-Birchy Head-Shoal Brook é uma pequena cidade localizada na província canadense de Terra Nova e Labrador. De acordo com o censo canadense de 2016, a cidade tinha uma população de 224 habitantes.